# Zwitsers voetbalelftal in 2010
Het Zwitsers voetbalelftal speelde twaalf interlands in het jaar 2010, waaronder drie duels bij het WK voetbal 2010 in Zuid-Afrika. De selectie stond onder leiding van de Duitse bondscoach Ottmar Hitzfeld, die met zijn selectie strandde in de groepsfase van de WK-eindronde. Op de in 1993 geïntroduceerde FIFA-wereldranglijst zakte Zwitserland in 2010 van de 18de (januari 2010) naar de 22ste plaats (december 2010).

## Balans
| Wedstrijden | Wedstrijden | Wedstrijden | Wedstrijden | Doelpunten | Doelpunten | Doelpunten | Punten |
| Gespeeld    | Winst       | Gelijk      | Verlies     | Voor       | Tegen      | Saldo      | Punten |
| ----------- | ----------- | ----------- | ----------- | ---------- | ---------- | ---------- | ------ |
| 12          | 3           | 4           | 5           | 11         | 13         | –2         | 0.833  |

## Interlands
|                                                              |                         |       |                                                     |                                                                                   |
| 3 maart Vriendschappelijk № 700 «onderlinge duels» 20:15 uur | Zwitserland             | 1 – 3 | Uruguay                                             | AFG Arena, Sankt Gallen Toeschouwers: 12.500 Scheidsrechter: Nicola Rizzoli (ITA) |
| 3 maart Vriendschappelijk № 700 «onderlinge duels» 20:15 uur | Gökhan Inler 29' (pen.) |       | 35' Diego Forlán 50' Luis Suárez 87' Edinson Cavani | AFG Arena, Sankt Gallen Toeschouwers: 12.500 Scheidsrechter: Nicola Rizzoli (ITA) |

|                                                             |             |                   |            |                                                                                       |
| 1 juni Vriendschappelijk № 701 «onderlinge duels» 19:15 uur | Zwitserland | 0 – 1             | Costa Rica | Stade de Tourbillon, Sion Toeschouwers: 11.300 Scheidsrechter: Anthony Buttimer (IRL) |
| 1 juni Vriendschappelijk № 701 «onderlinge duels» 19:15 uur |             | 57' Winston Parks |            | Stade de Tourbillon, Sion Toeschouwers: 11.300 Scheidsrechter: Anthony Buttimer (IRL) |

|                                                             |                  |       |                        |                                                                                     |
| 5 juni Vriendschappelijk № 702 «onderlinge duels» 20:45 uur | Zwitserland      | 1 – 1 | Italië                 | Stade de Genève, Genève Toeschouwers: 30.000 Scheidsrechter: Hervé Piccirillo (FRA) |
| 5 juni Vriendschappelijk № 702 «onderlinge duels» 20:45 uur | Gökhan Inler 10' |       | 14' Fabio Quagliarella | Stade de Genève, Genève Toeschouwers: 30.000 Scheidsrechter: Hervé Piccirillo (FRA) |

| WK voetbal 2010 |
| --------------- |

|                                                                 |        |                      |             |                                                                                      |
| 16 juni WK-eindronde Groep H № 703 «onderlinge duels» 16:00 uur | Spanje | 0 – 1                | Zwitserland | Moses Mabhida Stadium, Durban Toeschouwers: 62.453 Scheidsrechter: Howard Webb (ENG) |
| 16 juni WK-eindronde Groep H № 703 «onderlinge duels» 16:00 uur |        | 53' Gelson Fernandes |             | Moses Mabhida Stadium, Durban Toeschouwers: 62.453 Scheidsrechter: Howard Webb (ENG) |

|                                                                 |                   |       |             | |
| 21 juni WK-eindronde Groep H № 704 «onderlinge duels» 16:00 uur | Chili             | 1 – 0 | Zwitserland | Nelson Mandelabaai Stadion, Port Elizabeth Toeschouwers: 34.872 Scheidsrechter: Khalil Al Ghamdi (KSA) |
| 21 juni WK-eindronde Groep H № 704 «onderlinge duels» 16:00 uur | Mark González 75' |       |             | Nelson Mandelabaai Stadion, Port Elizabeth Toeschouwers: 34.872 Scheidsrechter: Khalil Al Ghamdi (KSA) |

|                                                                 |             |       |          |                                                                                           |
| 25 juni WK-eindronde Groep H № 705 «onderlinge duels» 20:30 uur | Zwitserland | 0 – 0 | Honduras | Vrystaat Stadion, Bloemfontein Toeschouwers: 28.042 Scheidsrechter: Héctor Baldassi (ARG) |
| 25 juni WK-eindronde Groep H № 705 «onderlinge duels» 20:30 uur |             |       |          | Vrystaat Stadion, Bloemfontein Toeschouwers: 28.042 Scheidsrechter: Héctor Baldassi (ARG) |

|  |  |  |  |  |  |  |  |  |

|                                                                  |            |                     |             |                                                                                           |
| 11 augustus Vriendschappelijk № 706 «onderlinge duels» 20:30 uur | Oostenrijk | 0 – 1               | Zwitserland | Wörthersee Stadion, Klagenfurt Toeschouwers: 18.000 Scheidsrechter: Antonio Rubinos (ESP) |
| 11 augustus Vriendschappelijk № 706 «onderlinge duels» 20:30 uur |            | 73' Moreno Costanzo |             | Wörthersee Stadion, Klagenfurt Toeschouwers: 18.000 Scheidsrechter: Antonio Rubinos (ESP) |

|                                                                  |             |       |           |                                                                                     |
| 3 september Vriendschappelijk № 707 «onderlinge duels» 20:15 uur | Zwitserland | 0 – 0 | Australië | AFG Arena, Sankt Gallen Toeschouwers: 14.660 Scheidsrechter: Thomas Einwaller (AUT) |
| 3 september Vriendschappelijk № 707 «onderlinge duels» 20:15 uur |             |       |           | AFG Arena, Sankt Gallen Toeschouwers: 14.660 Scheidsrechter: Thomas Einwaller (AUT) |

|                                                                |                     |       |                                                   |                                                                                 |
| 7 september EK-kwalificatie № 708 «onderlinge duels» 21:45 uur | Zwitserland         | 1 – 3 | Engeland                                          | St. Jakob-Park, Bazel Toeschouwers: 39.700 Scheidsrechter: Nicola Rizzoli (ITA) |
| 7 september EK-kwalificatie № 708 «onderlinge duels» 21:45 uur | Xherdan Shaqiri 71' |       | 10' Wayne Rooney 69' Adam Johnson 88' Darren Bent | St. Jakob-Park, Bazel Toeschouwers: 39.700 Scheidsrechter: Nicola Rizzoli (ITA) |

|                                                              |                   |       |             | |
| 8 oktober EK-kwalificatie № 709 «onderlinge duels» 19:30 uur | Montenegro        | 1 – 0 | Zwitserland | Stadion Pod Goricom, Podgorica Toeschouwers: 12.700 Scheidsrechter: Eduardo Iturralde González (ESP) |
| 8 oktober EK-kwalificatie № 709 «onderlinge duels» 19:30 uur | Mirko Vučinić 68' |       |             | Stadion Pod Goricom, Podgorica Toeschouwers: 12.700 Scheidsrechter: Eduardo Iturralde González (ESP) |

|                                                               |                                                                              |       |                 |                                                                              |
| 12 oktober EK-kwalificatie № 710 «onderlinge duels» 19:30 uur | Zwitserland                                                                  | 4 – 1 | Wales           | St. Jakob-Park, Bazel Toeschouwers: 26.000 Scheidsrechter: Alain Hamer (LUX) |
| 12 oktober EK-kwalificatie № 710 «onderlinge duels» 19:30 uur | Valentin Stocker 9' Marco Streller 21' Gökhan Inler 82' Valentin Stocker 89' |       | 13' Gareth Bale | St. Jakob-Park, Bazel Toeschouwers: 26.000 Scheidsrechter: Alain Hamer (LUX) |

|                                                                  |                                       |       |                                              |                                                                                   |
| 17 november Vriendschappelijk № 711 «onderlinge duels» 20:15 uur | Zwitserland                           | 2 – 2 | Oekraïne                                     | Stade de Genève, Genève Toeschouwers: 11.100 Scheidsrechter: Serge Gumienny (BEL) |
| 17 november Vriendschappelijk № 711 «onderlinge duels» 20:15 uur | Alexander Frei 40' Alexander Frei 62' |       | 48' Oleksandr Aliejev 75' Jevhen Konopljanka | Stade de Genève, Genève Toeschouwers: 11.100 Scheidsrechter: Serge Gumienny (BEL) |

## FIFA-wereldranglijst
| JAN | FEB | MAR | APR | MEI | JUN | JUL | AUG | SEP | OKT | NOV | DEC |
| --- | --- | --- | --- | --- | --- | --- | --- | --- | --- | --- | --- |
| 18  | 15  | 20  | 26  | 24  |     | 18  | 17  | 21  | 23  | 21  | 22  |

## Statistieken
| Diego Benaglio       | 1983-09-08 | VfL Wolfsburg       | 8  | 0 | 0 | 33 | 0  |
| Marco Wölfli         | 1982-08-22 | BSC Young Boys      | 4  | 2 | 0 | 9  | 0  |
| Verdediging          |            |                     |    |   |   |    |    |
| Reto Ziegler         | 1986-01-16 | Sampdoria           | 11 | 1 | 0 |    |    |
| Stéphane Grichting   | 1979-03-30 | AJ Auxerre          | 11 | 0 | 0 | 43 | 1  |
| Stephan Lichtsteiner | 1984-01-16 | Lazio Roma          | 11 | 0 | 0 |    |    |
| Steve von Bergen     | 1983-06-10 | AC Cesena           | 5  | 5 | 0 |    |    |
| François Affolter    | 1991-03-13 | BSC Young Boys      | 3  | 0 | 0 |    |    |
| Philippe Senderos    | 1985-02-14 | Fulham FC           | 3  | 0 | 0 |    |    |
| Scott Sutter         | 1986-05-13 | BSC Young Boys      | 1  | 1 | 0 |    |    |
| Johan Djourou        | 1987-01-18 | Arsenal FC          | 1  | 0 | 0 |    |    |
| Jonathan Rossini     | 1989-04-05 | US Sassuolo         | 1  | 0 | 0 |    |    |
| Mario Eggimann       | 1981-01-24 | Hannover 96         | 0  | 2 | 0 |    |    |
| Ludovic Magnin       | 1979-04-20 | FC Zürich           | 0  | 1 | 0 | 62 | 3  |
| Christoph Spycher    | 1978-03-30 | BSC Young Boys      | 0  | 1 | 0 | 47 | 0  |
| Middenveld           |            |                     |    |   |   |    |    |
| Gökhan İnler         | 1984-06-27 | Udinese             | 12 | 0 | 3 |    |    |
| Pirmin Schwegler     | 1987-03-09 | Eintracht Frankfurt | 6  | 2 | 0 |    |    |
| Gelson Fernandes     | 1986-09-02 | Chievo Verona       | 5  | 5 | 1 |    |    |
| Tranquillo Barnetta  | 1985-05-22 | Bayer 04 Leverkusen | 5  | 4 | 0 |    |    |
| Benjamin Huggel      | 1977-07-07 | FC Basel            | 5  | 0 | 0 | 41 | 2  |
| Valon Behrami        | 1985-04-19 | AC Fiorentina       | 3  | 0 | 0 |    |    |
| Hakan Yakın          | 1977-02-22 | FC Luzern           | 2  | 4 | 0 |    |    |
| Xavier Margairaz     | 1984-01-07 | FC Zürich           | 2  | 0 | 0 |    |    |
| Marco Padalino       | 1983-12-08 | Sampdoria           | 1  | 1 | 0 |    |    |
| Moreno Costanzo      | 1988-02-20 | BSC Young Boys      | 0  | 4 | 1 |    |    |
| Davide Chiumiento    | 1984-11-22 | Vancouver Whitecaps | 0  | 1 | 0 |    |    |
| Aanval               |            |                     |    |   |   |    |    |
| Alexander Frei       | 1979-07-15 | FC Basel            | 8  | 1 | 2 | 82 | 42 |
| Eren Derdiyok        | 1988-06-12 | Bayer 04 Leverkusen | 6  | 5 | 0 |    |    |
| Blaise Nkufo         | 1975-05-25 | Seattle Sounders    | 5  | 0 | 0 |    |    |
| Valentin Stocker     | 1989-04-12 | FC Basel            | 4  | 0 | 2 | 7  | 3  |
| Xherdan Shaqiri      | 1991-10-10 | FC Basel            | 3  | 6 | 1 |    |    |
| Marco Streller       | 1981-06-18 | FC Basel            | 3  | 1 | 1 |    |    |
| David Degen          | 1983-02-15 | BSC Young Boys      | 2  | 1 | 0 |    |    |
| Albert Bunjaku       | 1983-11-29 | 1. FC Nürnberg      | 1  | 4 | 0 | 6  | 0  |
| Nassim Ben Khalifa   | 1992-01-13 | 1. FC Nürnberg      | 0  | 2 | 0 |    |    |